# (4784) Samcarin
(4784) Samcarin es un asteroide perteneciente al cinturón de asteroides, descubierto el 28 de febrero de 1984 por Henri Debehogne desde el Observatorio de La Silla, Chile.

## Designación y nombre
Designado provisionalmente como 1984 DF1 . Fue nombrado Samcarin en homenaje a la palabra “samcarin” que en idioma sánscrito significa errante.

## Características orbitales
Samcarin está situado a una distancia media del Sol de 2,678 ua, pudiendo alejarse hasta 2,981 ua y acercarse hasta 2,376 ua. Su excentricidad es 0,112 y la inclinación orbital 3,542 grados. Emplea 1601 días en completar una órbita alrededor del Sol.

## Características físicas
La magnitud absoluta de Samcarin es 13,1. Tiene 5,994 km de diámetro y su albedo se estima en 0,31.